# Bahnhof Berlin-Wannsee
A Bahnhof Berlin-Wannsee Berlin Wannsee nevű városrészének a vasútállomása a Wannseebahn vasútvonalon. A német főváros délnyugati Steglitz–Zehlendorf kerületében, a Großer Wannsee közelében fekszik. Fontos vasúti csomópont: itt találkozik a Wannseebahn és a Berlin–Blankenheim-vasútvonal (Wetzlarer Bahn).
A DB Station&Service kategóriarendszerében 2. kategóriájú vasútállomásnak minősül.

## Története
A Wannseebahn átadásával egyidejűleg, 1874. június 1-jén nyílt meg Wannensee néven. Nevét 1878-ban Wannseere változtatták. A Wetzlarer Bahn vonalán található állomás neve Dreilinden volt; a kettőt csak 1888-ban kötötték össze és egyesítették Wannsee néven. Első állomásépülete az 1873-as bécsi világkiállítás császári pavilonja volt, amely 1927-ig állt. Ezt követően, 1927 és 1928 között épült fel a mai állomásépület Richard Brademann tervei alapján, mérsékelt expresszionista stílusban.
1928. június 11-én indult meg a villamosított S-Bahn közlekedés A Potsdam–Stadtbahn vonalon, Potsdam és Erkner között.

## Vasútvonalak
Az állomást az alábbi vasútvonalak érintik:
- Wannseebahn
- Friedhofsbahn
- Berlin–Blankenheim-vasútvonal

## Kapcsolódó állomások
A vasútállomáshoz az alábbi állomások vannak a legközelebb:
- Berlin-Charlottenburg állomás (Bahnhof Frankfurt (Oder), Berlin–Blankenheim-vasútvonal, RE 1)
- Potsdam Medienstadt Babelsberg station (Berlin–Blankenheim-vasútvonal)
- Potsdam Hauptbahnhof (Magdeburg Hauptbahnhof, RE 1)
- Berlin-Charlottenburg állomás (2022. december 11. – , Senftenberg station, RE 7 (Berlin/Brandenburg))
- Potsdam Medienstadt Babelsberg station (2022. december 11. – , Dessau Hbf, RE 7 (Berlin/Brandenburg))
- Berlin-Charlottenburg állomás (Bahnhof Flughafen BER, RB23)
- Potsdam Griebnitzsee railway station (Golm station, RB23)
- Potsdam Medienstadt Babelsberg station (Beelitz Stadt, RB 37)
- Fern- und Regionalbahnhof Berlin-Zoologischer Garten (Berlin Ostbahnhof, Harz-Berlin-Express)
- Potsdam Hauptbahnhof (Goslar, Harz-Berlin-Express)

## Forgalom

### Távolsági
| Vonal                      | Járat | Gyakoriság                                            | Operátor                       |
| -------------------------- | --- | ----------------------------------------------------- | ------------------------------ |
| ICE 10                     | Berlin Ostbf – Berlin Zoo – Berlin-Wannsee – Potsdam Hbf – Brandenburg Hbf – Magdeburg Hbf – Hannover Hbf – Bielefeld Hbf – Hamm (Westf) Hbf – Essen Hbf – Düsseldorf Hbf – Köln Hbf | egy vonatpár napközben                                | DB Fernverkehr                 |
| NJ 470                     | Zürich HB – Basel SBB – Basel Bad Bf – Freiburg (Breisg) Hbf – Karlsruhe – Frankfurt (M) Hbf – Göttingen – Braunschweig Hbf – Brandenburg Hbf – Berlin-Wannsee – Berlin Hbf – Berlin Ostbf | Egyetlen vonat                                        | ÖBB                            |
| NJ 471                     | Berlin Ostbf – Berlin Hbf – Berlin-Wannsee – Brandenburg Hbf – Braunschweig Hbf – Göttingen – Frankfurt (M) Süd – Karlsruhe Hbf – Freiburg (Breisg) Hbf – Basel Bad Bf – Basel SBB – Zürich HB | Egyetlen vonat                                        | ÖBB                            |
| IC 2431                    | Emden Außenhafen – Emden Hbf – Leer (Ostfriesland) – Augustfehn – Westerstede-Ocholt – Bad Zwischenahn – Oldenburg (Oldenb) – Hude – Delmenhorst – Bremen Hbf – Verden (Aller) – Nienburg (Weser) – Hannover Hbf – Braunschweig Hbf – Helmstedt – Magdeburg Hbf – Brandenburg Hbf – Potsdam Hbf – Berlin-Wannsee – Berlin Hbf – Berlin Ostbf – Berlin Ostkreuz – Königs Wusterhausen – Lübben –Lübbenau – Cottbus Hbf | Egyetlen vonat                                        | DB Fernverkehr                 |
| IC 2432                    | Cottbus Hbf – Lübbenau – Lübben – Königs Wusterhausen – Berlin Ostkreuz – Berlin Ostbf – Berlin Hbf – Berlin-Wannsee – Potsdam – Brandenburg – Magdeburg – Helmstedt – Braunschweig – Hannover – Nienburg (Weser) – Verden (Aller) – Bremen – Delmenhorst – Hude – Oldenburg – Bad Zwischenahn – Westerstede-Ocholt – Augustfehn – Leer – Emden – Marienhafe – Norden – Norddeich – Norddeich Mole                    | Egyetlen vonat                                        | DB Fernverkehr                 |
| RE HBX Harz-Berlin-Express | Berlin Ostbf – Berlin-Wannsee – Potsdam Hbf – Brandenburg Hbf – Genthin – Magdeburg Hbf – Halberstadt (Zugteilung) – Quedlinburg – Thale Hbf / Wernigerode – Vienenburg – Goslar A vonat Berlin és Genthin között távolsági vonatként, Genthinből pedig regionális vonatként közlekedik a Harz-hegység felé. | Egy vonatpár (péntek/vasárnap) két vonatpár (szombat) | Abellio Rail Mitteldeutschland |

## Fordítás
- Ez a szócikk részben vagy egészben a Bahnhof Berlin-Wannsee című német Wikipédia-szócikk ezen változatának fordításán alapul.  Az eredeti cikk szerkesztőit annak laptörténete sorolja fel. Ez a jelzés csupán a megfogalmazás eredetét és a szerzői jogokat jelzi, nem szolgál a cikkben szereplő információk forrásmegjelöléseként.